# Junior Kimbrough
David Kimbrough, detto Junior (Hudsonville, 28 luglio 1930 – Holly Springs, 17 gennaio 1998), è stato un musicista statunitense.
È conosciuto soprattutto per i brani "Keep Your Hands Off Her" e "All Night Long".

## Biografia
David Junior Kimbrough nacque a Hudsonville, Mississippi, e visse nella regione montuosa del Mississippi settentrionale vicino a Holly Springs. Suo padre, un barbiere, suonava la chitarra e anche Junior iniziò a suonare quello strumento da bambino. Alla fine degli anni '50 Kimbrough iniziò a suonare la chitarra secondo un suo stile personale, usando ritmi mid-tempo e un drone stabile suonato con il pollice sulle corde del basso. Questo stile verrà in seguito citato come primo esempio di blues da collina. La sua musica è caratterizzata dalla delicata sincope tra le sue corde di basso e le sue melodie di gamma media. Il suo stile da solista è stato descritto come modale e presenta piste languide nei registri centrale e superiore. Il risultato è stato descritto dal critico musicale Robert Palmer come "ipnotico". Kimbrough è arrivato all'attenzione nazionale nel 1992 con il suo album di debutto, All Night Long. Robert Palmer ha prodotto l'album per Fat Possum, registrandolo nel suo juke joint di Chulahoma (che aveva aperto nel 1992), con il figlio di Junior Kent "Kinney" Kimbrough (noto anche come Kenny Malone) alla batteria e il figlio di R.L. Burnside Garry Burnside alla chitarra basso. L'album conteneva molte delle sue canzoni più celebri, tra cui la title track, "Meet Me in the City" e "You Better Run", complessa melodica, una ballata straziante di tentato stupro. All Night Long ha ottenuto elogi quasi unanimi dalla critica, ricevendo quattro stelle in Rolling Stone. La sua unione a Chulahoma iniziò ad attirare visitatori da tutto il mondo, inclusi membri degli U2 , Keith Richards e Iggy Pop. R.L. Burnside (che ha registrato per la stessa etichetta) e le famiglie Burnside e Kimbrough hanno spesso collaborato a progetti musicali.

## Discografia

### Prime Registrazioni (registrate nel 1966, pubblicate nel 2009)
- All Night Long (1992)
- Sad Days, Lonely Nights (1993)
- The Big Come Up - Do The Rump (1997)
- Most Things Haven't Worked Out (1997)
- God Knows I Tried (1998)
- Meet Me in the City (1999)
- You Better Run: The Essential Junior Kimbrough (2002)